# Heinrich Köhler

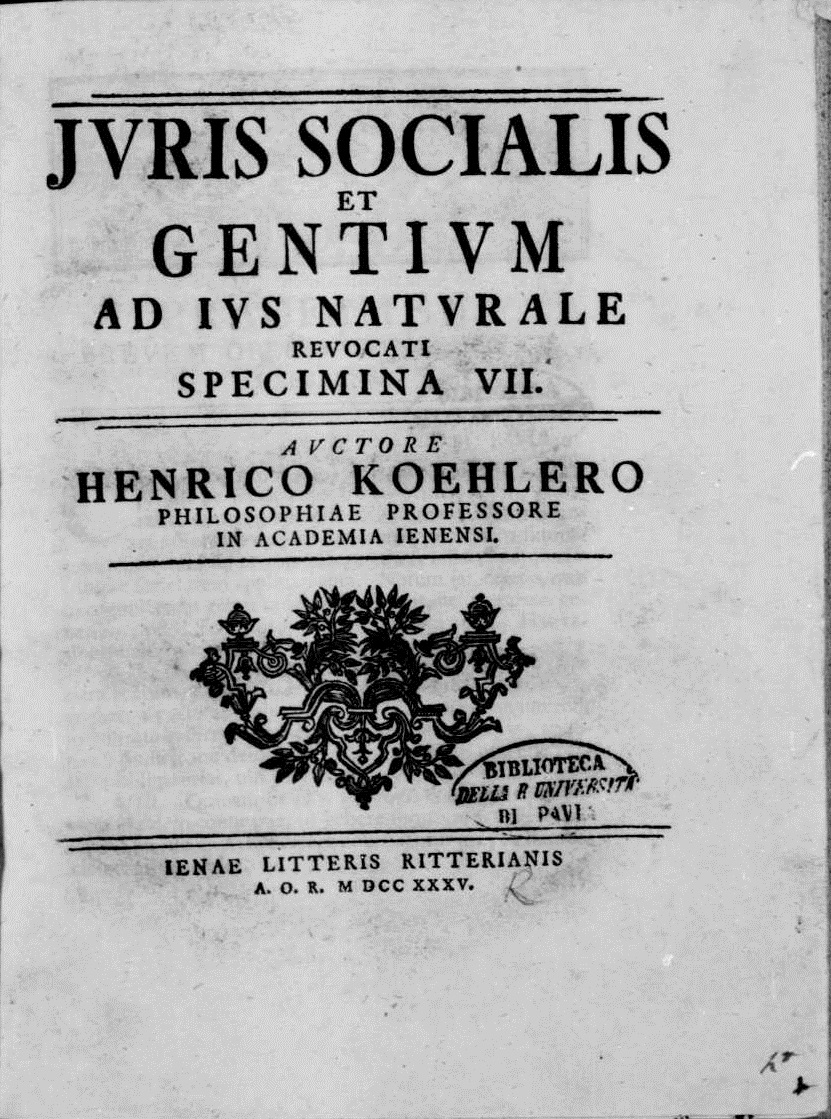
Iuris socialis et gentium ad ius naturale revocati specimina, 1735

Heinrich Köhler (Weißenfels, 29 maggio 1685 – 1737) è stato un filosofo tedesco, professore di filosofia all'Università di Jena. Koehler tradusse la Monadologia di Leibniz dal francese in tedesco e lo scambio di lettere tra Leibniz e Samuel Clarke..

## Biografia
Köhler studiò all'Università di Lipsia presso Andreas Rüdiger e ad Halle. Dal 1720 tenne lezioni di matematica e filosofia all'Università di Jena. Nel 1734 fu nominato professore di filosofia. Tra i suoi studenti vi furono i filosofi Friedrich Christian Baumeister e Caspar Jacob Huth e il teologo Johann Ernst Schubert. 
La sua opera Iuris naturalis exercitationes VII, pubblicata a Jena, fu inserita nell'indice dei libri proibiti con decreto della Congregazione per la dottrina della fede nel 1747.  
Non produsse testi relativi alle sue lezioni a Jena: dei suoi corsi rimangono solo degli appunti.

## Opere
- (LA) Iuris socialis et gentium ad ius naturale revocati specimina, Jena, Johann Friedrich Ritter, 1735.
- Iuris naturalis exercitationes VII, [1738], Hildesheim, Olms, 2004.
- Conversia de mundo optimo, origine et permissione mali (postuma), a cura di Friedrich Paul Wolfarth.
- Philosophisches Glaubensbekenntnis, [1742], (postuma) a cura di Friedrich Paul Wolfarth, Hildesheim, Olms 2004, ISBN 978-3-48712578-7.

### Traduzioni
- Gottfried Wilhelm Leibniz, Lehrsätze über die Monadologie, Übertragen von Heinrich Köhler, Francoforte e Lipsia, Johann Meyer, 1720.

Questa traduzione, di cui Köhler scelse anche il titolo, fu rivista e ristampata dal teologo Caspar Jacob Huth col titolo Lehrsätze von den Monaden und von der schönen Übereinstimmung zwischen dem Reiche der Natur und dem Reiche der Gnade e raccolta in Des Freiherrn von Leibniz kleinere philosophische Schriften, Jena, Meyer 1740.
- Merckwurdige Schriften welche ... zwischen dem Herrn Baron von Leibniz und dem Herrn D. Clarke über besondere Materien der naturlichen Religion in Franzos. und Englischer Sprache gewechselt und ... in teutscher Sprache herausgegeben worden von Heinrich Kohler, Francoforte e Lipsia, 1720.

L'edizione originale, intitolata A Collection of Papers, which passed between the late Learned Mr. Leibniz, and Dr. Clarke, In the Years 1715 and 1716, a cura di Samuel Clarke D.D. fu stampata nel 1717 da James Knapton a Londra.
La traduzione di Koehler apparve con una prefazione di Christian Wolff e fu tradotta in latino nel 1740.